# Correa reflexa
Correa reflexa là một loài thực vật có hoa trong họ Cửu lý hương. Loài này được (Labill.) Vent. mô tả khoa học đầu tiên năm 1803.

## Hình ảnh

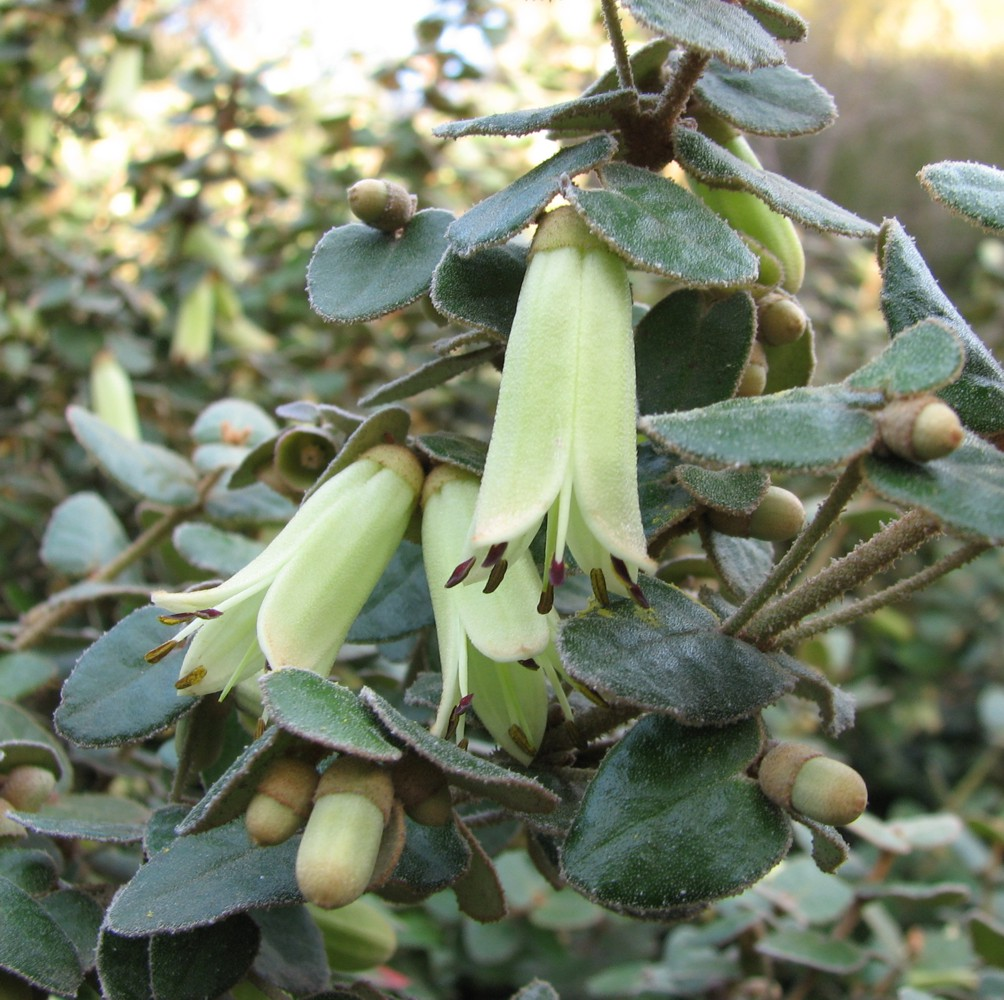
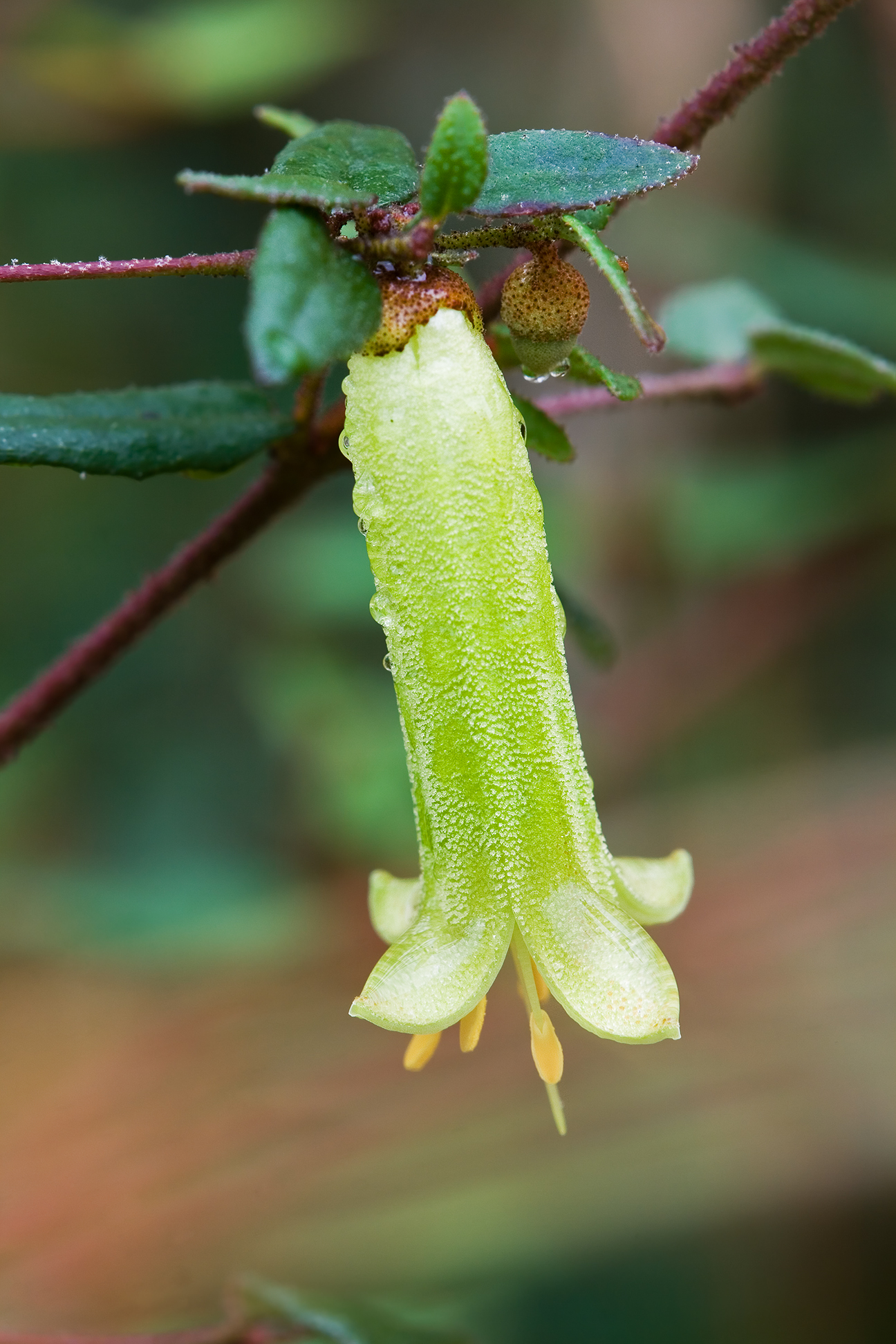
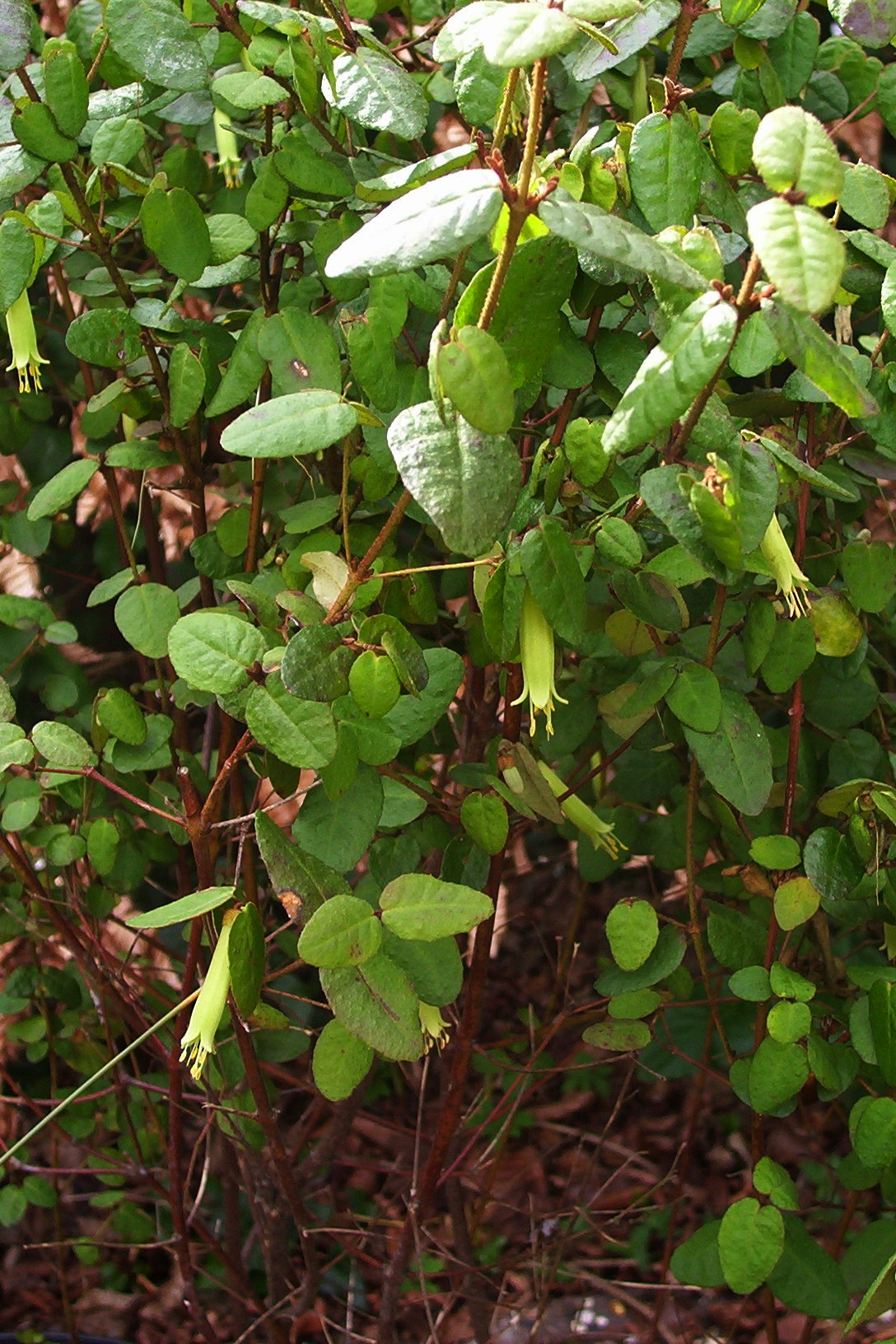
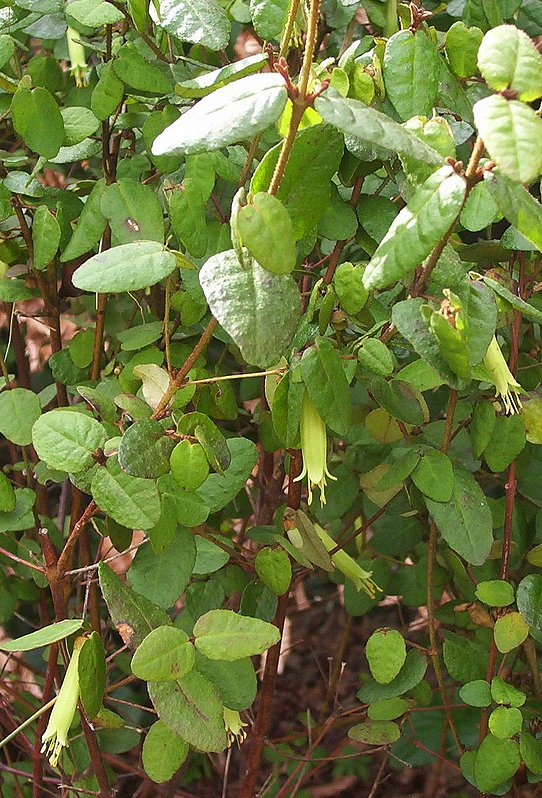